# Державна наукова архітектурно-будівельна бібліотека імені В. Г. Заболотного
Держа́вна науко́ва архітекту́рно-будіве́льна бібліоте́ка ім. В. Г. Заболо́тного — єдина бібліотека державного значення з будівництва та архітектури. Бібліотека створена як Наукова бібліотека при Президії Української філії Академії архітектури СРСР 26 березня 1944.

## Фонди

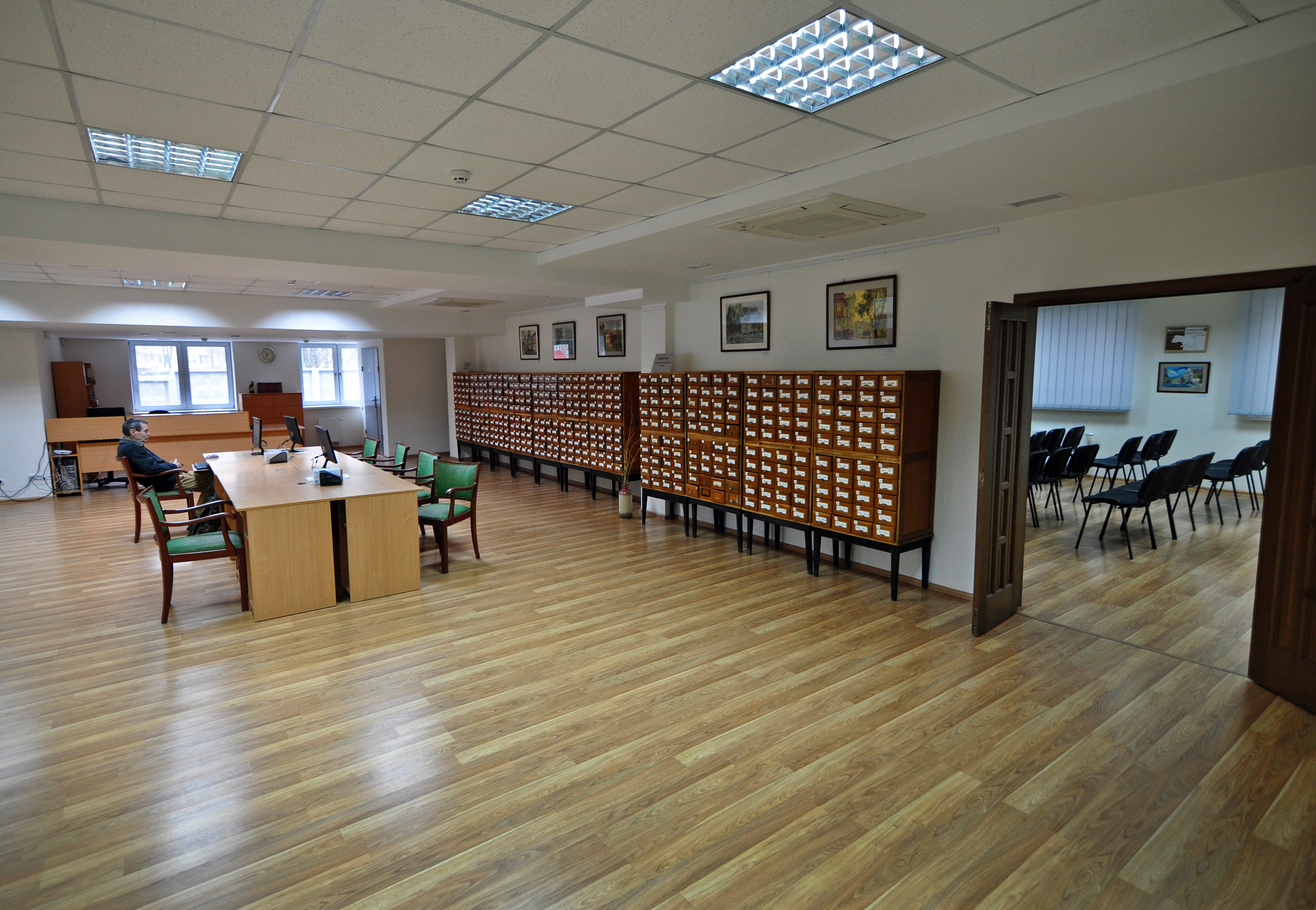
Зала каталогів

В бібліотеці є багато матеріалів з архітектури таких відомих архітекторів як: Володимир Заболотний, Йосип Каракіс, Анатолій Добровольський, Павло Альошин, Авраам Мілецький та інших. Бібліотека підпорядкована Міністерству розвитку громад, територій та інфраструктури України.

## Історія
Тривалий період своєї історії бібліотека пройшла разом з Українським державним науково-дослідним та проектним інститутом "УкрНДІпроектреставрація". Перший період (1970-80-ті рр.) ці інституції працювали в корпусах Національного заповідника "Софія Київська". А після відновлення споруди Гостинного двору разом заселилися в нові пристосовані приміщення, де мали можливість працювати і розвиватися у якісних умовах з 1985 до 2013 року, поки не стали на перешкоді планам реконструкції та приватизації самого Гостиного двору.
З 2013 року після пожежі скоєної перед реконструкцією Гостиного двору бібліотека переїхала на Шулявку до колишньої їдальні видавництва "Преса України" на проспекті Перемоги, 50. Балансоутримувач будівлі підпорядкований Державне управління справами (ДУСя). Тут бібліотека отримала нормальні умови для роботи та зберігання унікальних кількасот тисячних фондів.
Наприкінці 2014 року бібліотека уклала договір про оренду приміщення терміном на п'ять років з київським відділенням Фонду державного майна України. Договір оренди щорічно продовжувався ще на рік, однак наприкінці 2019 року бібліотека отримала лист від регіонального відділення ФДМ про припинення терміну дії договору оренди у зв'язку з його закінченням. Керівництво бабліотеки про ситуацію повідомило і Мінрегіон, якому підпорядковується бібліотека. За інформацією бібліотеки Мінрегіон зробив звернення до ДУСу щодо продовження оренди, але отримав негативну відповідь.
Для врегулювання цієї ситуації, потрібне втручання Офісу Президента та Кабінету Міністрів України.

### Назви бібліотеки
- 1944–1956 рр.. — Наукова бібліотека Академії архітектури УРСР;
- 1956–1963 рр.. — Науково-технічна бібліотека Академії будівництва та архітектури УРСР;
- 1963–1989 рр.. — Науково-технічна бібліотека НДІБВ Держбуду УРСР;
- 1989–1993 рр.. — Республіканська галузева науково-технічна бібліотека з будівництва та архітектури Держбуду УРСР;
- 1993–1998 рр.. — Державна наукова архітектурно-будівельна бібліотека Держбуду УРСР;
- Жовтня 1998 р. — Бібліотеці присвоєно ім'я В. Г. Заболотного[2].

### Розташування
- 1944–1985 рр.. — Митрополичий будинок Софійського заповідника (Київ, 01003, вул. Володимирська, 24)
- 1985–2012 рр.. — Гостиний двір (Київ, 04070, Контрактова пл., 4.)
- 2012 — до сьогодення — бібліотека знаходиться за адресою просп. Берестейський, 50.